# 杜西耶
杜西耶（法語：Doucier，法語發音：[dusje]）是法国汝拉省的一个市镇，属于隆斯勒索涅区。

## 地理
杜西耶（46°39'17"N, 5°46'44"E）面积12.52 平方千米，位于法国勃艮第-弗朗什-孔泰大區汝拉省，该省份为法国东部内陆省份，北起上索恩省，西北接科多尔省，西临索恩-卢瓦尔省，南至安省，东与杜省和瑞士接壤。
与杜西耶接壤的市镇（或旧市镇、城区）包括：松热松、沙尔西耶、沙蒂永、德讷济耶尔、丰特尼、马里尼、梅内特吕昂茹。

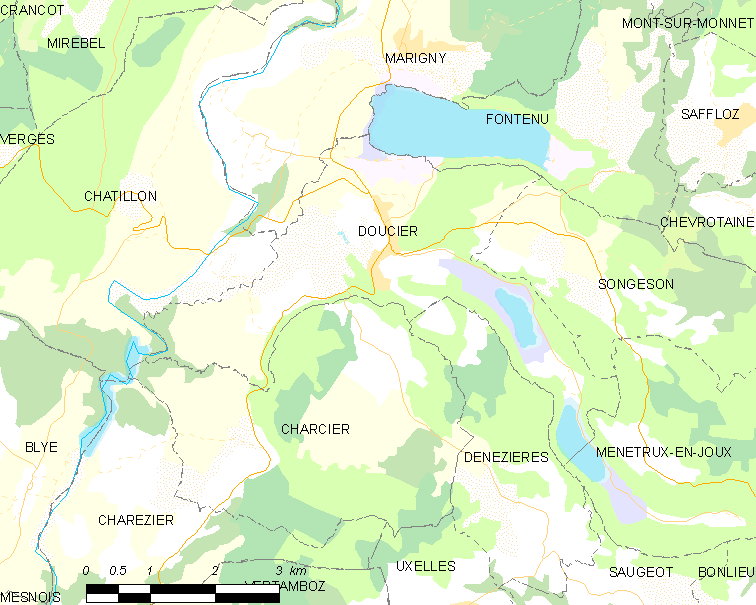
杜西耶的OSM定位图

杜西耶的时区为UTC+01:00、UTC+02:00（夏令时）。

## 行政
杜西耶的邮政编码为39130，INSEE市镇编码为39201。

## 政治
杜西耶所属的省级选区为圣洛朗昂格朗沃县。

## 人口

1962-2008年间杜西耶人口变化图示

杜西耶于2022年1月1日时的人口数量为281人。